# Jean Richer
Jean Richer (1630 - París 1696), ser un astrònom francès que es va convertir en la primera persona a observar que la força gravitacional no era la mateixa en tots els punts de la Terra.

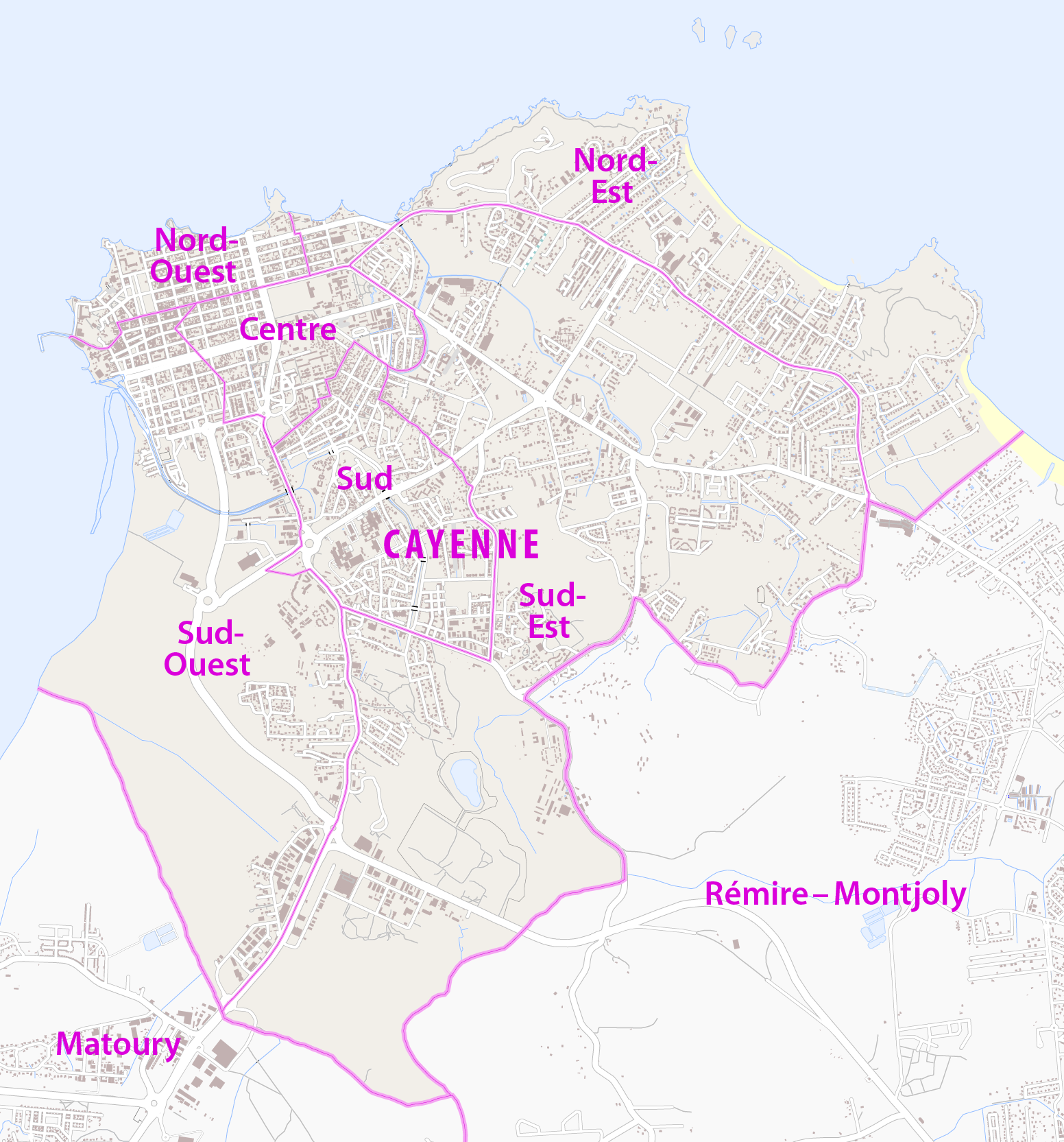
Cantons de Cayenne - Les observacions astronòmiques i gravimètriques de l'illa de Cayenne, van ser fetes per l'astrònom Jean Richer.

## Biografia
Res es coneix de la seva vida, excepte els seus treballs per a l'Acadèmia Francesa de les Ciències.
El 1666 va ingressar a l'Academia com élève astronome i el 1670 va ser enviat en una missió a la costa de Nord-amèrica en un intent de millorar el càlcul de la longitud i la cartografia. El 1672 va viatjar a Cayenne, Guayana francesa pel director de l'Observatori de París, Giovanni Domenico Cassini i a petició de l'Acadèmia de Ciències, amb les finalitats de determinar amb exactitud la paral·laxi solar i la fiabilitat dels rellotges de pèndol, que eren indispensables per calcular la longitud en la navegació marítima. Les seves acurades observacions van permetre estimar la distància de la Terra al Sol que van establir en 87 milions de milles (uns 140 milions de quilòmetres). Estant allà va descobrir que l'oscil·lació d'un pèndol, era més lenta que a París, deduint que això es devia al fet que Cayenne es trobava més lluny del centre de la Terra. En efecte, mesuraments posteriors van demostrar un eixamplament del globus terrestre a l'Equador.
Així Richer va esdevenir la primera persona que va observar un canvi en la intensitat del camp gravitatori terrestre, donant inici a la ciència de la gravimetria.
El 1673, en retornar a París va deixar l'Acadèmia i va ser nomenat enginyer reial; a continuació sembla que va treballar amb Vauban en el disseny de fortificacions.
Va morir a París el 1696.